# Atletismo nos Jogos Olímpicos de Verão de 1896 - 400 m masculino
A competição dos 400 metros masculino foi realizada nos dias 6 e 7 de abril no Estádio Panathinaiko. 7 atletas de 4 países competiram.

## Medalhistas
| Ouro   | USA Tom Burke       |
| Prata  | USA Herbert Jamison |
| Bronze | GBR Charles Gmelin  |

## Resultados

### Eliminatórias
Eliminatória 1
| Pos. | Atleta              | Tempo        | Nota |
| ---- | ------------------- | ------------ | ---- |
| 1    | USA Herbert Jamison | 56.8 s       | Q    |
| 2    | GER Fritz Hoffmann  | 58.6 s       | Q    |
| 3-4  | GER Kurt Dörry      | Desconhecido |      |
| 3-4  | FRA Alphonse Grisel | Desconhecido |      |

Eliminatória 2
| Pos. | Atleta             | Tempo        | Nota |
| ---- | ------------------ | ------------ | ---- |
| 1    | USA Tom Burke      | 58.4 s       | Q    |
| 2    | GBR Charles Gmelin | Desconhecido | Q    |
| 3    | FRA Frantz Reichel | Desconhecido |      |

### Final
| Pos. | Atleta              | Tempo  |
| ---- | ------------------- | ------ |
|      | USA Tom Burke       | 54.2 s |
|      | USA Herbert Jamison | 55.2 s |
|      | GBR Charles Gmelin  | 55.6 s |
| 4    | GER Fritz Hoffmann  | 55.6 s |